# Những nẻo đường phù sa
Những nẻo đường phù sa là một bộ phim truyền hình được thực hiện bởi Hãng phim Truyền hình Thành phố Hồ Chí Minh, Đài Truyền hình Thành phố Hồ Chí Minh do Châu Huế và Trần Ngọc Phong làm đạo diễn. Phim dựa trên tiểu thuyết cùng tên của nhà văn Nguyễn Khắc Phục. Phim phát sóng lần đầu vào năm 1997 trên kênh HTV9.

## Cốt truyện
Những nẻo đường phù sa khắc họa hành trình và số phận của lớp thanh niên nam nữ Sài Gòn trong thời điểm cao trào cách mạng những năm thập niên 30 - 50, đồng thời cũng lược thuật lại một trang sử bi thương và hào hùng của Thành đoàn Thành phố Hồ Chí Minh, bắt đầu từ cuộc bãi khóa ủng hộ lễ quốc táng chí sĩ Phan Châu Trinh đến giai đoạn sơ khởi Quốc gia Việt Nam.

## Diễn viên
- Thiệu Ánh Dương trong vai Khởi[4]
- Quyền Linh trong vai Tánh[5]
- Ngọc Hiệp trong vai Út Hơn
- Kiều Oanh trong vai Sáu
- Tấn Thành trong vai Robert Trần
- Quốc Thịnh trong vai Nhã
- Diễm My trong vai Chị Nhã
- Thành Trí trong vai Hương quản Lịnh
- Võ Hiệp trong vai Sáu Phận
- Mai Trần trong vai Sếp Tòng
- Hồ Kiểng trong vai Tư Cò [6]
- Diễm Kiều trong vai Bà hương Bộ
- Nguyễn Đình Thơ trong vai Ông chủ Lê
- Quốc Cường trong vai Bảy Hổ
- Bá Nguyên trong vai Châu
- Giỏi Tý trong vai Ông chủ Quận
- Trịnh Kim Chi vai Tuyết
- Hồng Ánh vai Mai

Cùng một số diễn viên khác...

## Ca khúc trong phim
Bài hát trong phim là ca khúc "Những nẻo đường phù sa" do Bảo Phúc sáng tác.